# Colleen
Cécile Schott, més coneguda pel nom artístic de Colleen, (Montargis, 11 de maig de 1976) és una compositora de música electrònica i ambiental francesa.

## Biografia
Cécile Schott va néixer i es va criar a Montargis, França, als afores de París. Abans de dedicar-se completament a la música, va dedicar part del seu temps a la literatura. Pel que fa a la seva carrera musical, primer va començar amb la guitarra i més endavant va unir-se a un grup de pop, tot durant els seus anys a la secundària. Va estudiar Filologia anglesa a la Universitat de Borgonya, i, conseqüentment, va anar a viure a Anglaterra durant dos anys.
Va traslladar-se a París el 1999. Actualment, resideix a Sant Sebastià.

## Música
Schott va animar-se a fer música sota el nom de «Colleen» al 2001, després que un amic li regalés un CD-R amb un programari per fer producció musical. El sampler va ser el seu instrument més fidel durant els primers anys de la seva vida musical. Va ser a l'estiu del 2003 quan Schott va debutar amb l'àlbum Everyone Alive Wants Answers que va tenir una bona acollida i és recordat pel gran ús de compassos sincronitzats. Durant els seus espectacles en directe, Schott reproduïa els mateixos sons de l'àlbum fent ús d'instruments acústics utilitzats a través del seu ordinador.
Aquest enfocament mitjançant instruments físics en viu va provocar el llançament de The Golden Morning Breaks (2005), que va mantenir l'estil bucle ja present en treballs anteriors. Malgrat tot, aquest nou llançament suposava una diferència en comparació amb la configuració mostrejada de Every Alive Wants Answers. El nou estil estava pràcticament format de sons naturals i no sintètics, un estil que, segons declara Schott en algunes entrevistes, prefereix utilitzar.
El gener del 2006, Schott va llançar un àlbum en directe com a part de la sèrie d'actuacions en directe del segell Staalplaat, anomenat Mort Aux Vaches ("Mort a les vaques"). Un segon llançament va arribar a l'octubre de 2006, un EP de 14 cançons anomenat Colleen et les Boîtes à Musique ("Colleen i les caixes de música"), ja que es va crear a partir de caixes de música.
Al maig del 2007, la ballarina i coreògrafa Perrine Valli va interpretar Série, una producció amb una partitura original composta per Schott. Aquesta va ser la seva primera incursió musical a la dansa.
Les Ondes Silencieuses ("Les ones silencioses"), tercer àlbum de Colleen, es va publicar el 21 de maig de 2007. Una lleugera evolució del so es va poder tornar a escoltar, perquè va adoptar un enfocament més lliure en lloc del tradicional ús de bucles tan evidents en produccions anteriors.
Malgrat una aversió anterior a les "paraules en la música", amb The Weighing of the Heart va publicar el seu primer àlbum amb lletra el 2013.

## Discografia

### Àlbums
- Everyone Alive Wants Answers – 30 juny, 2003 – The Leaf Label
- The Golden Morning Breaks – 23 maig, 2005 – The Leaf Label
- Mort Aux Vaches – 25 gener, 2006 – Staalplaat – Àlbum en viu, edició limitada a 500 còpies.
- Les Ondes Silencieuses – 21 maig, 2007 – The Leaf Label
- The Weighing of the Heart – 13 maig, 2013 – Second Language Music
- Captain of None - 6 abril, 2015 – Thrill Jockey
- A Flame My Love, a Frequency – 20 octubre, 2017 – Thrill Jockey[7]

### EP
- Colleen et les Boîtes à Musique – 2 octubre, 2006 – The Leaf Label

### Cançons
A Everyone Alive Wants Answers:
- «Babies» – 2002 – amb el segell Active suspension[8]